# SharpTone Records
La SharpTone Records è un'etichetta discografica indipendente, fondata da Markus Staiger, attuale amministratore delegato e fondatore della Nuclear Blast e Shawn Keith, ex vicepresidente della Sumerian Records, l'11 settembre 2013.
L'etichetta è un ramo di Nuclear Blast più orientato al rock alternativo, al metalcore e altri sottogeneri, similarmente all'Arising Empire, la quale però agisce in Europa e in servizio alle band di tale continente.

## Artisti della SharpTone Records

### Roster attuale[3]
- 156/Silence
- Alpha Wolf
- Bleeding Through
- Broadside
- Caskets
- Crystal Lake
- Currents
- Curses
- Dead Lakes
- Don Broco
- Dying Wish
- Emmure
- Heart of Gold
- Holding Absence
- In Search of Solace
- Kingdom of Giants
- Kingsmen
- Loathe
- Miss May I
- Of Mice & Men
- Of Virtue
- Polaris
- Savage Hands
- Stepson
- Story of the Year
- Stuck Out
- The Wise Man's Fear
- We Came as Romans

### Artisti passati
- Across the Atlantic
- Alazka
- Annisokay
- Any Given Day
- Attila
- badXchannels
- Being as an Ocean
- Commonwealth
- ExitWounds
- Imminence
- Make Out Monday
- Novelists
- Rise of the Northstar
- Send Request
- Settle Your Scores
- Sink the Ship
- Telltale
- While She Sleeps
- Widowmaker
- World War Me